# 은밀하게 위대하게 (텔레비전 프로그램)
《은밀하게 위대하게》는 일밤의 2부 코너로 몰래카메라의 시즌3이다. 몰래카메라가 시즌2로 종영한지 약 9년만에 몰래카메라 시즌3 성격으로 2016년 12월 4일 방송을 시작하였다. 그리고 이경규 혼자 단독으로 진행하면서 방송사에서 자체적으로 몰카 시나리오를 짜던 기존 몰래카메라와는 달리 진행자가 5명으로 늘었고 '의뢰인'이란 개념을 도입해 연예인들이 동료 연예인들에게 몰카를 의뢰하는 방식으로 진행됐다.
하지만 첫방송부터 어설픈 퀄리티의 몰래카메라를 선보이며 혹평을 받았고 이후에는 여러 가지 논란거리가 늘어나면서 폐지설이 제기됐다. 처음 제작진은 폐지 이야긴 절대 없다고 못박았지만 2017년 5월 21일, 23회를 끝으로 종영되었다. 하지만 논란과는 별개로 김흥국 몰래카메라는 스튜디오에서 가짜 퀴즈쇼를 한다는 설정이라 외부요인에 대한 별다른 부담없이 속이는데만 집중할 수 있어서 재미와 완성도 면에서 많은 호평을 받았다.

## 출연자

### 진행자
- 윤종신 : 2016년 12월 4일 ~ 2017년 5월 21일
- 이수근 : 2016년 12월 4일 ~ 2017년 5월 21일
- 김희철 : 2016년 12월 4일 ~ 2017년 5월 21일
- 이국주 : 2016년 12월 4일 ~ 2017년 5월 21일
- 존 박 : 2016년 12월 4일 ~ 2017년 5월 21일

### 게스트
| 2016년 | 2016년           | 2016년                            |
| 회차   | 방송 기간        | 게스트                            |
| ------ | ---------------- | --------------------------------- |
| 1      | 2016년 12월 4일  | 설현(AOA), 이적                   |
| 2      | 2016년 12월 11일 | 박건형, 진영 (B1A4)               |
| 3      | 2016년 12월 18일 | 강타, 솔비                        |
| 4      | 2016년 12월 25일 | 김호진, 김지호                    |
| 2017년 |                  |                                   |
| 5      | 2017년 1월 1일   | 김흥국                            |
| 6      | 2017년 1월 8일   | 산다라박, 이훈                    |
| 7      | 2017년 1월 15일  | 이현우, 윤유선                    |
| 8      | 2017년 1월 22일  | 박정현, 강남                      |
| 9      | 2017년 1월 29일  | 신동(슈퍼주니어), 정보석          |
| 10     | 2017년 2월 5일   | 지상렬                            |
| 11     | 2017년 2월 12일  | 서현(소녀시대), 육중완 (장미여관) |
| 12     | 2017년 2월 19일  | 유수영, 오윤아                    |
| 13     | 2017년 2월 26일  | 딘딘                              |
| 14     | 2017년 3월 5일   | 김완선, 이상민                    |
| 15     | 2017년 3월 26일  | 성훈                              |
| 16     | 2017년 4월 2일   | Key (샤이니)                      |
| 17     | 2017년 4월 9일   | 홍진영, 김원준                    |
| 18     | 2017년 4월 16일  | 하니(EXID), 박준형 (god)          |
| 19     | 2017년 4월 23일  | 정은지(에이핑크), 윤정수          |
| 20     | 2017년 4월 30일  | 이수경, 김수용                    |
| 21     | 2017년 5월 7일   | 윤소이, 지누                      |
| 22     | 2017년 5월 14일  | 현주엽, 현아                      |
| 23     | 2017년 5월 21일  | 최민수                            |

## 에피소드 목록

### 2016년
| 회차 | 방송 기간        | 내용 |
| ---- | ---------------- | --- |
| 1회  | 2016년 12월 4일  | AOA의 멤버 설현은 어느 찜질방에서 가짜 타로 게임 도중 상금 50만원을 획득했지만 찜질방에 있는 사람들의 엄청난 항의에 소란이 일어나고, 어느 스태프의 한쪽 팔에 불길에 쉽싸이는 황당한 일이 발생하고 만다. 가수 이적은 가짜 해외스타를 만나게 된다.                                                                 |
| 2회  | 2016년 12월 11일 | B1A4의 멤버 진영은 난데없는 귀신 때문에 충격에 빠지고 배우 박건형은 스크린 골프장 딸로 위장한 주니어 골프 선수와 연습 스윙 대결을 했고 초등학생에게 처참히 패배하며 굴욕을 맞게 되었다. |
| 3회  | 2016년 12월 18일 | 가수 강타는 이진호의 아버지가 어느 농촌 마을에서 가짜 마을 이장 당선 기념 축하는 자리에서 갔다. 하지만 마을 이장이 된 이진호 아버지의 라이벌이자 전직 마을 이장 딸의 아버지가 등장해 소란을 피우고 만다 가수 솔비는 박나래의 남자친구와 둘만 남게 된 자리에서 헤어질 생각을 하고 있는 남자의 속마음을 알게 된다. |
| 4회  | 2016년 12월 25일 | 배우 김지호, 김호진 부부는 함께 식사 자리에 있던 낯선 남자에게 김지호가 "번호를 좀 알아야 겠다" 말하며 친근하게 사진찍는 모습을 남편 앞에서 보이며 김호진을 당혹케 하게 된다. |

### 2017년
| 회차 | 방송 기간       | 내용 |
| ---- | --------------- | --- |
| 5회  | 2017년 1월 1일  | 가수 김흥국은 김구라와 팀을이루어 MBC 설특집퀴즈쇼라는 가짜퀴즈쇼를 만들어 김흥국이 상품을 얻을려고하자 몰카라는 사실을 알고 상품을 가져갈수 없게된후 좌절하게 되었다. |
| 6회  | 2017년 1월 8일  | 가수 산다라박은 동생 천둥과 그 지인이 고양이 관련된 사업을 시작해 명의를 빌려주기로 하였다는소식을 전한다. 천둥이 계약서에 서명까지 받아내자마자 고양이 영양제 피해자들이 소란피우고 지인은 계약서를 내세워 천둥한테 잘못을 떠넘기나 산다라박은 동생 천둥을 지키기 위하여 노력한다. 배우 이훈은 아테네 올림픽 유도 금메달 리스트 이원희와 함께 유도인의 날이라는 이상한 행사에 참여하여 핸드프린팅과 국가대표도 따기어렵다는 유도공인 5단취득, 찬물세례를 보고 당혹스러워하였다.                                |
| 7회  | 2017년 1월 15일 | 가수 이현우는 요리 프로그램 촬영 도중 조우종이 결혼을 약속한 예비신부에게 사기를 당했다는 사실을 알게돼 폭풍 걱정을 드러낸다. 배우 윤유선은 사미자, 임지은과 함께 '여배우들의 토크 콘서트'라는 거짓 행사의 게스트로 참석했다. 사미자와 임지은 그리고 이 콘서트의 MC를 맡은 황제성은 리허설부터 윤유선을 철저히 속였다. |
| 8회  | 2017년 1월 22일 | 가수 강남은 김용건을 향한 믿음으로 몰카에 완벽하게 속아넘어갔다. 강남은 물구나무서기와 누드모델 같은 황당 요청에도 거절 없이 그대로 행하며 시청자들을 포복절도하게 했다. 가수 박정현은 돈 스파이크가 가짜로 손 아픈척을 해 더 이상 피아노를 칠 수 없다고하자 평소 덤덤한 스타일로 잘 알려진 박정현의 감정을 끌어내기 위해 몰카를 부탁했다. |
| 9회  | 2017년 1월 29일 | 슈퍼주니어의 멤버 신동은 환상의 파트너 김신영과 함께 '정오의 희망곡 김신영입니다' 제작진과 콜라보로 진행한 가짜 송신소 이전 특집으로 김신영과 일일 DJ 신동이 함께 가짜 라디오 생방송을 진행했다. 배우 정보석은 연예인야구단 '조마조마'팀과 중학생들과 친선경기하는중 자꾸만 다치는 후배들 때문에 걱정을 멈추지 못했다. 또 편파 판정에 벤치클리어링사태까지 이어진다. 벤치클리어링 사태에 모두가 현장에 나갔다가 다른 팀원과 함께 헹가래를 치고나서야 몰카임을 알게된다.                                         |
| 10회 | 2017년 2월 5일  | 개그맨 지상렬은 평소 친분이 두터운 이계인을 위해 가짜 동충하초 음료 CF 촬영장에서 코로 촛불 끄기, 발이 나오지 않아 옴짝달싹 움직이기도 힘든 애벌레 인형탈을 착용하며 열심히 노력하는 그의 모습에 포복절도하게 했다. |
| 11회 | 2017년 2월 12일 | 소녀시대의 멤버 서현은 수영, 효연과 함께 가짜 할리우드 오디션에 참여한다. 쪽대본과 함께 즉흥 연기를 요청 받은 서현은 곧바로 감정을 잡고 연기에 돌입한 후 단발머리 가발을 쓴 채 먹방 연기를 보이더니 수영과 효연은 능청스럽게 감정연기를 펼쳐 웃음을 자아냈다. 장미여관의 멤버 육중완은 김풍에 이끌려 라면 시식회가 펼쳐지고 매운청양고추를 한입에 털어넣었음에도 매운기색을 보이지않자 당황스러워하였다. |
| 12회 | 2017년 2월 19일 | 가수 유수영은 요가원에서 절친 간미연과 함께 기합을 넣고 메롱을 하는 등 황당한 요가 자세를 배우는 순진무구한 모습을 선보였다. 배우 오윤아는 재희가 오윤아의 새로운 모습을 보여주기 위해 수업 시작부터 오디션에 붙은 학생에게 상금 50만원을 투척하는가 하면, 학생들에게 “나는 스타가 될 거야!”라는 이상한 구호와 독특한 동작을 시켜 오윤아를 당황하게 했다. |
| 13회 | 2017년 2월 26일 | 가수 딘딘은 이지혜, 장석현이 만든 샵 가짜오디션에 참가한다고하더니 그 오디션에서 춤을 추고 꽹과리를 치자 갑자기 오디션장은 싸움장으로 변한다. 그러자 딘딘은 싸우는 참가자에게 "하지 마. 제발"이라며 말린다. |
| 14회 | 2017년 3월 5일  | 가수 이상민은 김일중의 자동차계약을 도와주기 위해 중고차 매장을 방문한다. 이벤트에 당첨되기 전 이상민은 번쩍번쩍한 슈퍼카를 보고도 “차는 굴러가면 된다. 이미 다 예전에 타 봤다”라며 시큰둥한 반응 보였으나 이상민이 당첨 문자를 확인하며 함박웃음을 짓고 있어 보는 이들의 웃음을 자아낸다. 가수 김완선은 이은결과 마술 연습을 마치고 무대에 오른다. 이은결이 결정적 실수를 하면서 소품이 깨진다. 관객은 "뭐야. 어떻게 해? 진짜 장난치지 말고요"라며 펑펑 울어 김완선이 당황한다.                                |
| 15회 | 2017년 3월 26일 | 배우 성훈은 헨리와 함께 성훈의 숨겨진 모든 것을 파헤칠 계획으로 화보 촬영장을 찾았다. 제작진은 실제 화보를 함께 찍었던 스태프와 성훈의 헬스 트레이너까지 동원해 성훈을 속이기 위해 나섰다. |
| 16회 | 2017년 4월 2일  | 샤이니의 멤버 Key는 절친 정진운이 탈의실에 갇힌 뒤 화장실이 급한 척을 했고 소리의 디테일을 살리는 등 어쩔 수 없이 탈의실에서 볼일을 해결하는 초유의 사태를 연기를 해서 당황스러워하였다. |
| 17회 | 2017년 4월 9일  | 가수 홍진영은 설운도의 가짜 생일 파티에 초대되어 참석하기 위해 바쁜 일정을 쪼개 옷까지 갈아입고 생일파티에 참석하였으나 슬픈 노래가 나와 당황하게 만드는가 하면, 함께 촛불을 꺼달라고 부탁한 생일 케이크가 넘어지는 바람에 진땀을 뺐다. 가수 김원준은 홍경민의 지인의 가짜 결혼식 축가를 맡게되었는데 신부 아버지가 문에 부딪히며 안경이 망가지고 코피나자 수습한후 사람들이 몰려와 사인을 요청하다 어수선해 주례선생님이 호통쳤다. 김원준은 신부 아버지의 축사 낭독을 대신하고, '쇼'를 열창해 웃음을 자아냈다. |
| 18회 | 2017년 4월 16일 | EXID의 멤버 하니는 식당 사장님이 아끼는 알바생 '은희'에게 도움을 주기 위해 EXID의 신분을 숨기며 알바생으로 위장하고, 작전대로 중년 남성의 가발이 벗겨지자 놀라서 가발을 씌워주며 사태를 허둥지둥 수습하였고. 외국인손님에게 유창한 영어로 오돌뼈를 추천하였더니 외국인손님이 한국말을 하자 "한국말 잘하시잖아요"라며 대응하였다. god의 멤버 박준형은 슬리피와 함께 남성 가슴 건강 관심 유도를 위한 가짜 캠페인의 홍보대사가 되어 황당한 미션을 수행해 웃음을 자아냈다.                                          |
| 19회 | 2017년 4월 23일 | 에이핑크의 멤버 정은지는 허각의 뮤지컬 오디션 준비를 돕기 위해 연습실에 찾아와 과거 경험을 토대로 여러 가지 조언을 건넨후 허각을 무시하는 각종 인물들이 등장해 정은지를 당황시켰다. 개그맨 윤정수는 임형준의 소개로 생애 첫 커피 광고의 모델이 된 그는 한껏 들뜬 마음으로 광고주와 세계적인 바리스타인 찰스 바빈스키를 만났다. 찰스 바빈스키가 윤정수에게 선물한 커피나무를 쏟아 그의 심기를 불편하게 했고, 이를 만회하기 위해 윤정수는 찰스 바빈스키에 폭풍 칭찬을 쏟아내며 광고 촬영을 했다.                  |
| 20회 | 2017년 4월 30일 | 배우 이수경은 김재원과 함께 역학자를 만나 건강과 관련한 사주를 보게되고, 역학자로부터 김재원의 건강을 좋게 할 수 있다는 말을 믿고선 온갖 괴상한 미션을 수행해 역학자에 대한 신뢰를 보여줬다. 가짜 청원경찰이 등장해 의심의 눈초리를 보냈음에도 이수경은 끝까지 역학자의 지령을 수행한다. 개그맨 김수용은 김도균과 함께 피부관리숍에서 고강도 스톤 마사지를 받으며 주먹을 불끈 쥐었고, 아기처럼 흰 보자기에 싸이는 등 바닥을 구르고 땀을 뻘뻘 흘려가며 독소를 배출하는 등 황당한 마사지를 체험했다.              |
| 21회 | 2017년 5월 7일  | 배우 윤소이는 박진희의 제안으로 가짜 만삭 임산부와 함께 요리 수업을 하게 됐고, 윤소이는 예상치 못한 엉성한 칼 솜씨로 웃음을 자아냈다. 가수 지누는 션과 함께 가짜 기부 콘서트가 뜨거운 열기 속에서 진행됐고, 지누는 보디빌더 국가대표 출신 50대 남성과 팔굽혀펴기 대결을 펼친후 황당한 요구에도 시크하게 자전거에 올라탔고, 무대로 내려간 션이 갑자기 쓰려져 당황한 지누는 쓰러진 션을 보더니 웃음을 빵 터트렸고 “내가 발로 차면 일어나!”라고 장난을 치며 바닥에 함께 드러누워 웃음을 자아냈다.                  |
| 22회 | 2017년 5월 14일 | 가수 현아는 캠핑장에 도착하자마자 옥상달빛의 사진을 찍었고, 언니들에게 어리광을 피우며 막내미를 발산했다. 현아는 김윤주에게“슬럼프가 깨졌어”라며 속깊은 이야기를 털어놓기도 했고, “어떻게 해야 사람이 행복할까?”에 대한 고민까지 말하며 힐링하는 시간을 가졌다. 농구인 현주엽은 김태우와 중식당에서 만나게했고, 현주엽은 메뉴판을 보자마자“여기서부터 여기까지 하나씩 추가해서 시키자”라면서 먹기위한 준비를 마치고, 딤섬무료이벤트까지 당첨돼 기분이 업된 현주엽은 시종일관 올라가는 입꼬리를 감추지 못했다.   |
| 23회 | 2017년 5월 21일 | 배우 최민수는 아내 강주은의 책 출간 인터뷰에서 남편의 멘트를 추가하기 위해 최민수를 불렀다. 강주은은 최민수와 작가가 나누는 말에 일부러 예민한척 연기를 하기 시작했다. 가짜 작가들은 최민수의 첫사랑 이야기를 꺼냈고, 최민수는 초반 술술 이야기를 풀어갔으나 아내가 심기불편한 모습을 보이자 바로 꼬리를 내리고, 강주은이 써온 편지를 읽다 울컥한 모습을 보이던 순간 커피잔 밑에서 나온 바퀴벌레를 보고 소리를 치며 벌벌 떠는 모습을 보여 폭소케했다.                                                           |

## 시청률
| 2016년 | 2016년    | 2016년         | 2016년         | 2016년 |
| 회차   | 방송일    | TNmS 시청률    | AGB 시청률     |        |
| 회차   | 방송일    | 대한민국(전국) | 대한민국(전국) |        |
| ------ | --------- | -------------- | -------------- | ------ |
| 1회    | 12월 4일  | 7.9%           | 6.8%           |        |
| 2회    | 12월 11일 | 6.9%           | 6.6%           |        |
| 3회    | 12월 18일 | 9.0%           | 8.2%           |        |
| 4회    | 12월 25일 | 8.4%           | 7.4%           |        |
| 2017년 |           |                |                |        |
| 5회    | 1월 1일   | 8.3%           | 7.5%           |        |
| 6회    | 1월 8일   | 8.0%           | 7.6%           |        |
| 7회    | 1월 15일  | 7.9%           | 8.6%           |        |
| 8회    | 1월 22일  | 7.1%           | 7.4%           |        |
| 9회    | 1월 29일  | 7.5%           | 7.6%           |        |
| 10회   | 2월 5일   | 8.5%           | 8.9%           |        |
| 11회   | 2월 12일  | 8.0%           | 6.8%           |        |
| 12회   | 2월 19일  | 7.3%           | 7.6%           |        |
| 13회   | 2월 26일  | 5.8%           | 6.7%           |        |
| 14회   | 3월 5일   | 6.6%           | 7.9%           |        |
| 15회   | 3월 26일  | 6.3%           | 6.5%           |        |
| 16회   | 4월 2일   | 5.7%           | 4.9%           |        |
| 17회   | 4월 9일   | 8.2%           | 7.9%           |        |
| 18회   | 4월 16일  | 6.4%           | 5.8%           |        |
| 19회   | 4월 23일  | 7.1%           | 7.3%           |        |
| 20회   | 4월 30일  | 4.6%           | 5.2%           |        |
| 21회   | 5월 7일   | 5.7%           | 5.3%           |        |
| 22회   | 5월 14일  | 7.3%           | 6.2%           |        |
| 23회   | 5월 21일  | 6.8%           | 7.7%           |        |

## 경쟁 프로그램
- 일요일이 좋다
  - 런닝맨 (1부 프로그램)
  - 판타스틱 듀오 (경쟁 프로그램)

- 해피선데이
  - 슈퍼맨이 돌아왔다 (1부 프로그램)
  - 1박 2일 (경쟁 프로그램)

- 일밤
  - 미스터리 음악쇼 복면가왕 (1부 프로그램)

## 결방 사유 및 편성 변경

### 2017년
- 3월 12일 : 오후 5시 50분부터 오후 7시 55분 MBC 뉴스특보 - 박근혜 前 대통령 청와대 퇴거 방송[5] 관계로 인한 결방
- 3월 19일 : 복면가왕 3시간 특집 방송 관계로[6] 결방